# César Lecat de Bazancourt
 (janvier 2024).
Si vous disposez d'ouvrages ou d'articles de référence ou si vous connaissez des sites web de qualité traitant du thème abordé ici, merci de compléter l'article en donnant les références utiles à sa vérifiabilité et en les liant à la section « Notes et références ».
Pour les articles homonymes, voir Lecat et Bazancourt.
Frédéric Joseph Lecat,  baron de  Bazancourt, connu sous le nom de plume de baron César de Bazancourt, né le 16 décembre 1811 à Paris (1er arrondissement ancien) et mort le 25 janvier 1865 dans le 2e arrondissement de Paris, est un romancier et historien français du XIXe siècle.

## Biographie
Il est le fils de Jean-Baptiste Lecat de Bazancourt et d'Elisabeth Marie Henriette Constance d'Houdetot (1785-1822).
Elle était elle-même la fille de César Louis Marie François Ange d'Houdetot, colonel de cavalerie,  et de Constance Joséphine Céré et petite-fille de Sophie Lalive de Bellegarde.
Son arrière-grand-père était Jean-Nicolas Céré, botaniste et agronome français. Lecat de Bazancourt est également le neveu de Prosper de Barante.
Bibliothécaire au Château de Compiègne, il est un des principaux feuilletonistes du journal  Le Messager où il écrit aussi sous le pseudonyme de Victor Bonin et notamment la critique théâtrale.
Il publia de nombreux romans ayant pour sujet la peinture des mœurs aristocratiques.
En 1855, il est chargé par le gouvernement  de Napoléon III d'une mission en Crimée, ce qui lui permet de devenir l’historien quasi-officiel des campagnes du Second Empire.
Il est nommé chevalier de la Légion d'honneur en 1846, puis officier du même ordre en 1860 en qualité d'homme de lettres.
Sa sœur, Sophie de Bazancourt  (29 octobre 1810- 22 mars 1850) épouse du lieutenant-Général François Aimé Frédéric Loyré d'Arbouville publia des nouvelles et poésies dans la Revue des deux Mondes qui furent regroupées par Amyot en 1855 sous le titre  Poésies et Nouvelles  (Le Manuscrit de ma grand'tante, le Brigand des Pyrénées, Stella, Méfiance n'est pas sagesse, proverbe; Poésies). Elle fut la muse  de Sainte-Beuve.

## Œuvres
- Les Secrets de l'épée, 1862

### Romans
- L’Escadron volant de la reine (1836, 2 vol.)
- Un Dernier souvenir (1840)
- À côté du bonheur (1845)
- Le Comte de Rienny (1845)
- Georges le Montagnard (1851,4vol.)
- Noblesse oblige (1851)
- La Princesse Pallianci (1852, 5 vol.)

### Histoire
- Histoire de Sicile sous la domination des Normands (1846, 2 vol.).
- L’Expédition de Crimée jusqu'à la prise de Sébastopol - Chroniques de la guerre d'Orient, Paris ; Amyot, 1856
- L’Expédition de Crimée : la marine française dans la mer Noire et la Baltique, Paris 1858
- La campagne d'Italie de 1859 : chroniques de la guerre, Amyot 1860
- L'Expédition de Chine et de Cochinchine. D'après les documents officiels, Amyot Paris 1861 - 1862